# Muskusboktor

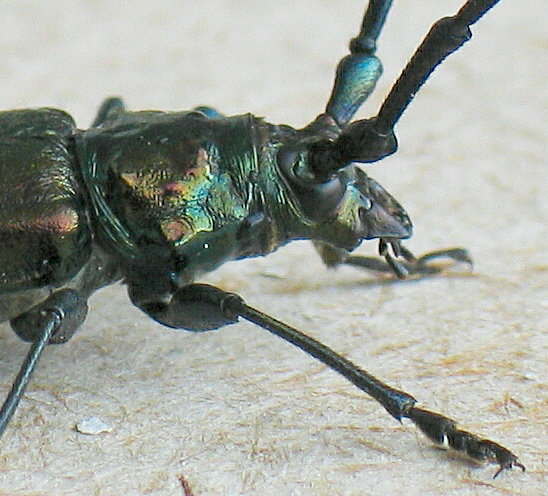
Detailfoto borststuk

De muskusboktor (Aromia moschata) is een kever uit de familie van de boktorren (Cerambycidae). Andere benamingen zijn wilgenboktor en rozenboktor.

## Algemeen
In Nederland en België is deze tot 3,4 centimeter lange boktor niet overal meer algemeen en plaatselijk zeldzaam. De voornaamste reden van de achteruitgang van deze soort is verdroging, waardoor er minder wilgen groeien waar de kever op leeft. De kleur is zwartgroen tot metaalachtig blauw met een goudachtige glans. Het achterlijf is smal en heeft geen echte verdikking, het borststuk is erg bulterig maar heeft meer glans dan de dekschilden. Het lichaam doet veel groter aan door de zeer lange en vrij dikke tasters, die bij mannetjes langer zijn dan het dier zelf en duidelijk gesegmenteerd zijn; ieder segment heeft een verdikt, knoopachtig uiteinde. Het aanhechtingspunt van de tasters ligt in tegenstelling tot veel andere soorten boktorren voor de ogen in plaats van erachter. De muskusboktor kan vliegen maar vliegt niet vanuit stand, en is snel noch behendig en vliegt op goed geluk op een boom af. Hij wordt vooral opgemerkt als hij op witte schermbloemigen zit in weiden.

## Levenswijze
Alleen in juni, juli en augustus is de volwassen kever te zien, de larve leeft in en van levend wilgenhout, slechts zelden wordt de larve ook wel in andere boomsoorten aangetroffen als de els of de populier. Na twee tot drie jaar vindt verpopping plaats, al zijn er gevallen bekend van een vierjarig larvestadium en enige tijd later komt de boktor tevoorschijn. Als er te veel larven in een enkele boom leven kan deze zelfs afsterven. De imago leeft uitsluitend van stuifmeel en wondsappen van bomen als de wilg. De naam heeft deze kever te danken aan een sterke muskusachtige geur, die wordt afgescheiden bij verstoring. Hierom werd hij in het verleden wel gebruikt om een aroma aan sigarenkistjes te geven.